# 北野駅 (大阪府)
北野駅（きたのえき）は大阪府大阪市において、かつて京阪神急行電鉄（後の阪急電鉄）および阪神電気鉄道に存在した鉄道駅である。

## 阪急 北野駅
1910年（明治43年）3月10日、箕面有馬電気軌道（箕有電車、のちの阪急）によって開設された。
その後、1926年（大正15年）7月5日に阪神急行電鉄となった箕有電車は、神戸本線と宝塚本線を分離し、かつ併用軌道を廃止するために梅田駅から新淀川駅の間を高架化する。その際、北野駅から新淀川駅の旧線は廃止されたが、梅田駅から北野駅までの地上併用軌道区間については、北野線と改称した上で神戸線・宝塚線とは別の路線として存続した。
その結果、北野駅は北野線の終端として機能することになった。なお、北野線となった際、平面交差を解消するためもあり、駅は阪神北大阪線の北側から南側（梅田寄り）に移転している。
1949年（昭和24年）1月1日に北野線の休止により、休止（事実上の廃止）となる。

### 隣の駅
宝塚線・神戸線時代
中津駅 - 北野駅 - 梅田駅
なお中津駅は1925年（大正14年）11月4日開設で、それ以前は新淀川駅（1926年（大正15年）7月2日廃止）が隣接駅だった。
北野線時代
北野駅 - 茶屋町駅

## 阪神 北野駅
阪神の駅は北大阪線の駅として、1914年（大正3年）8月1日に開業した。すでに開業していた箕有電車線との乗換駅で、箕有電車線と駅の南で平面交差していた。阪急線の駅が廃止となった後も1975年（昭和50年）5月6日の廃線時まで残った。廃止時は現在の阪神バス北野停留所、阪急茶屋町ビルディング前付近にあった。

### 隣の駅
北大阪線
中津駅 - 北野駅 - 南浜駅